# Некерові
Neckeraceae — родина мохів ряду Hypnales. Є близько 200 видів, які поширені в помірних і тропічних регіонах. Більшість росте на скелях або інших рослинах.

## Опис
Члени родини зазвичай великі та глянцеві рослини з повзучими столонами, які несуть дрібне листя та пучки ризоїдів. Стебла, як правило, листяні, але рідко можуть бути дендроподібними. Форма клітин листя майже завжди гладка, коротка, з твердою стінкою. Крайові клітини, як правило, мають квадратну або коротко-прямокутну форму в декілька або кілька рядів. Характеристики спорофітів варіюються між родами. Види епіфітні, епілітні або водні.

## Класифікація
Neckeraceae спочатку були розміщені в Leudontales. Однак тепер вони включені до Hypnales. До родини Neckeraceae належать такі роди:
- Alleniella S. Olsson, Enroth & D. Quandt
- Austrothamnium Enroth
- Baldwiniella Broth. ex M. Fleisch.
- Bissetia Broth. ex M. Fleisch.
- Bryobuckia Enroth
- Bryolawtonia D.H. Norris & Enroth
- Circulifolium S. Olsson, Enroth & D. Quandt
- Crassiphyllum Ochyra
- Cryptopodia Röhl.
- Curvicladium Enroth
- Dannorrisia Enroth
- Dendro-leskea Hampe
- Distichia (Brid.) Brid.
- Echinodiopsis S. Olsson, Enroth & D. Quandt
- Enrothia Ignatov & Fedosov
- Exsertotheca S. Olsson, Enroth & D. Quandt
- Handeliobryum Broth.
- Himantocladium (Mitt.) M. Fleisch.
- Homalia Brid.
- Homaliadelphus Dixon & P. de la Varde
- Homaliodendron M. Fleisch.
- Hydrocryphaea Dixon
- Indoneckera Enroth
- Isodrepanium (Mitt.) E. Britton
- Kanagambigai D. Subram.
- Limbella (Müll. Hal.) Renauld & Cardot
- Lomoporotrichum Müll. Hal.
- Metaneckera Steere
- Neckera Hedw.
- Neckeradelphus Laz.
- Neckerites Ignatov & Perkovsky
- Neckeromnion S. Olsson, Enroth, Huttunen & D. Quandt
- Neckeropsis Reichardt
- Neomacounia Ireland
- Noguchiodendron Ninh & Pócs
- Orthostichella Müll. Hal.
- Parathamnium (M. Fleisch.) Ochyra
- Pendulothecium Enroth & S. He
- Pengchengwua S. Olsson, Enroth, Huttunen & D. Quandt
- Pinnatella M. Fleisch.
- Planicladium S. Olsson, Enroth, Huttunen & D. Quandt
- Porothamnium M. Fleisch.
- Porotrichum (Brid.) Hampe
- Pseudanomodon 	(Limpr.) Ignatov & Fedosov
- Pseudoparaphysanthus 	(Broth.) S. Olsson, Enroth, Huttunen & D. Quandt
- Shevockia 	Enroth & M.C. Ji
- Taiwanobryopsis Enroth
- Thamnobryum 	Nieuwl.
- Thamnomalia S. Olsson, Enroth & D. Quandt
- Touwia Ochyra